# 金興東
金興東（韓語：김흥동），韓國電視劇導演。

## 作品列表

### 電視劇
- 2005年：MBC《推理記錄片便巡檢（朝鲜语：추리다큐 별순검）》
- 2008年：OCN《不要追究過去》
- 2010年：tvN《奇察密錄（朝鲜语：조선X파일 기찰비록）》
- 2012年：MBC《武神》
- 2012年：MBC《彷彿愛過》
- 2014年：MBC《全都是泡菜》
- 2015年：MBC《偉大的糟糠之妻》
- 2016年：MBC《好人》
- 2017年：MBC《前世的冤家們》
- 2019年：MBC《全都是孔多利》

## 外部連結
- NAVER （页面存档备份，存于）